# .50 BMG
O cartucho .50 Browning Machine Gun (12,7×99mm OTAN, .50 BMG e designado como 50 Browning pela C.I.P.) leva em seu nome o nome da arma para a qual foi projetado, a .50 Browing Machine Gun. Esse cartucho foi projetado no início da década de 1910 e posto para uso oficial a partir de 1921, sendo assim fabricado em série. A munição é, praticamente, uma munição normal de fuzil (7,62 mm) com maiores dimensões e maior quantidade de pólvora. Atualmente essa munição é fabricada em várias versões: Ball (de ponta arredondada), Hollow Point (de alta precisão), Traçante (para observação), Armor-Piercing (para penetração de blindagens), incendiária (para alvos inflamáveis) e projéteis subcalibre.
Essa munição hoje, além da Browning M2, é usada para equipar vários fuzis de precisão (como o Barrett M107) e outras metralhadoras calibre 12,7 mm.
No uso em tiro de precisão foi registrado o novo recorde de tiro fatal em distância, onde um atirador das Forças Canadenses chamado Robert Furlong matou um soldado Talibã a 2 430 metros de distância com sua MacMillan TAC-50 na campanha do Afeganistão.